# Annabelle Butterfly Dance
Annabelle Butterfly Dance es un cortometraje mudo de 1894. Es una de las películas mudas producidas por Edison Manufacturing Company, con actuación de Annabelle Moore. En la película, Annabelle interpreta uno de sus populares bailes vestida de mariposa.